# جارد بيري
جارد بيري (بالإنجليزية: Jared Perry)‏ هو لاعب كرة قدم أمريكية أمريكي، ولد في 27 أغسطس 1988 في لا ماركيو في الولايات المتحدة.